# (400043) 2006 RK57
(400043) 2006 RK57 es un asteroide perteneciente al cinturón de asteroides, descubierto el 15 de septiembre de 2006 por el equipo del Spacewatch desde el Observatorio Nacional de Kitt Peak, Arizona, Estados Unidos.

## Designación y nombre
Designado provisionalmente como 2006 RK57.

## Características orbitales
2006 RK57 está situado a una distancia media del Sol de 2,544 ua, pudiendo alejarse hasta 2,690 ua y acercarse hasta 2,398 ua. Su excentricidad es 0,057 y la inclinación orbital 10,31 grados. Emplea 1482,33 días en completar una órbita alrededor del Sol.

## Características físicas
La magnitud absoluta de 2006 RK57 es 17,3.